# Генріх Ґетке
Генріх Ґетке (19 травня або 19 березня 1814 року в Пріцвальку — 1 січня 1897 року в Гельґоланді) — німецький орнітолог і художник.

## Біографія

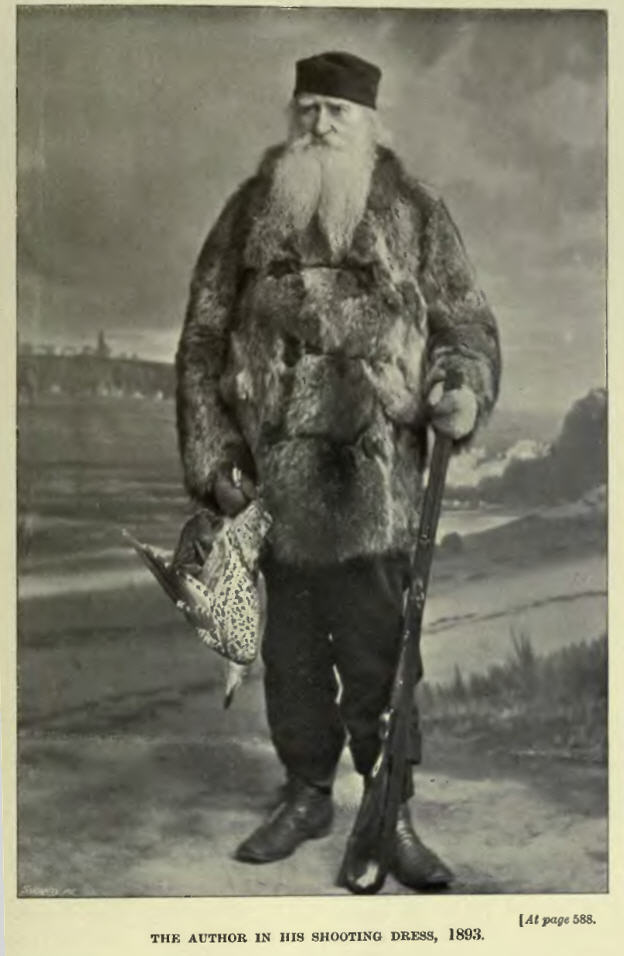

Син пекаря, якого послали до Берліна вивчати комерцію, але він став художником. У 1837 році він вперше подорожував на острів Гельґоланд. З 1841 року він вирішив там жити, а з 1843 року вивчав птахів на острові. Вивчав орнітологію, збирав колекцію. У 1891 році в Гельґоланді було відкрито станцію, і прусський уряд придбав його колекцію для Музею Північного моря. Колекція була знищена в 1944 році під час бомбардування.

## Твори
- Die Vogelwarte Helgoland, hrsg. фон Рудольф Блазіус, 1891
- Гельґоланд як орнітологічна обсерваторія, 1891 [6]

## Зовнішні посилання
Вікісховище має мультимедійні дані за темою: Генріх Ґетке
- Гельґоланд як орнітологічна обсерваторія